# Nazionale femminile di pallavolo dei Paesi Bassi
La nazionale femminile di pallavolo dei Paesi Bassi è una squadra europea composta dalle migliori giocatrici di pallavolo dei Paesi Bassi ed è posta sotto l'egida della Federazione pallavolistica dei Paesi Bassi.

## Rosa
Segue la rosa delle giocatrici convocate per la Volleyball Nations League 2025.
| N° | Nome                | Ruolo | Data di nascita  | Squadra            |
| -- | ------------------- | ----- | ---------------- | ------------------ |
| 2  | Marije Ten Brinke   | C     | 19 aprile 2004   | Münster            |
| 3  | Hester Jasper       | S     | 7 maggio 2001    | PAOK               |
| 8  | Suus Gerritsen      | C     | 7 ottobre 2005   | Dynamo Apeldoorn   |
| 10 | Sarah van Aalen     | P     | 21 gennaio 2000  | Chieri '76         |
| 11 | Hyke Lyklema        | P     | 14 ottobre 2002  | PTSV Aachen        |
| 13 | Nicole van de Vosse | O     | 16 giugno 2004   | PTSV Aachen        |
| 16 | Indy Baijens        | C     | 4 febbraio 2001  | Firenze            |
| 17 | Iris Vos            | S     | 15 ottobre 2002  | Asterix Avo        |
| 19 | Nika Daalderop      | S     | 29 novembre 1998 | Pro Victoria       |
| 20 | Helena Kok          | S     | 17 luglio 2004   | Dynamo Apeldoorn   |
| 21 | Britte Stuut        | C     | 11 gennaio 2003  | Schweriner         |
| 22 | Sanne Konijnenberg  | P     | 30 agosto 2004   | Dynamo Apeldoorn   |
| 24 | Susan Schut         | S     | 28 marzo 2003    | PTSV Aachen        |
| 25 | Florien Reesink     | L     | 9 giugno 1998    | MTV Stoccarda      |
| 26 | Elles Dambrink      | O     | 22 giugno 2003   | Schweriner         |
| 28 | Jette Kuipers       | S     | 27 luglio 2002   | Suhl               |
| 29 | Roos Wessels        | C     | 2 febbraio 2006  | Apollo 8           |
| 30 | Laura Jansen        | S     | 18 gennaio 2001  | Neptunes de Nantes |
| 33 | Danique Hamming     | L     | 15 agosto 2001   | Sudosa-Desto       |

## Risultati

### Competizioni FIVB
| 1964 | non qualificata | -            |
| 1968 | non qualificata | -            |
| 1972 | non qualificata | -            |
| 1976 | non qualificata | -            |
| 1980 | non qualificata | -            |
| 1984 | non qualificata | -            |
| 1988 | non qualificata | -            |
| 1992 | 6º posto        | Convocazioni |
| 1996 | 5º posto        | Convocazioni |
| 2000 | non qualificata | -            |
| 2004 | non qualificata | -            |
| 2008 | non qualificata | -            |
| 2012 | non qualificata | -            |
| 2016 | 4º posto        | Convocazioni |
| 2020 | non qualificata | -            |
| 2024 | 10º posto       | Convocazioni |

| 1952 | non qualificata | -            |
| 1956 | 10º posto       | Convocazioni |
| 1960 | non qualificata | -            |
| 1962 | 12º posto       | Convocazioni |
| 1967 | non qualificata | -            |
| 1970 | 15º posto       | Convocazioni |
| 1974 | 16º posto       | Convocazioni |
| 1978 | 17º posto       | Convocazioni |
| 1982 | 16º posto       | Convocazioni |
| 1986 | non qualificata | -            |
| 1990 | 9º posto        | Convocazioni |
| 1994 | 12º posto       | Convocazioni |
| 1998 | 7º posto        | Convocazioni |
| 2002 | 9º posto        | Convocazioni |
| 2006 | 8º posto        | Convocazioni |
| 2010 | 11º posto       | Convocazioni |
| 2014 | 13º posto       | Convocazioni |
| 2018 | 4º posto        | Convocazioni |
| 2022 | 12º posto       | Convocazioni |

| 2018 | 5º posto  | Convocazioni |
| 2019 | 11º posto | Convocazioni |
| 2021 | 7º posto  | Convocazioni |
| 2022 | 11º posto | Convocazioni |
| 2023 | 12º posto | Convocazioni |
| 2024 | 9º posto  | Convocazioni |
| 2025 | 10º posto | Convocazioni |

| 1973 | non qualificata | -            |
| 1977 | non qualificata | -            |
| 1981 | non qualificata | -            |
| 1985 | non qualificata | -            |
| 1989 | non qualificata | -            |
| 1991 | non qualificata | -            |
| 1995 | 8º posto        | Convocazioni |
| 1999 | non qualificata | -            |
| 2003 | non qualificata | -            |
| 2007 | non qualificata | -            |
| 2011 | non qualificata | -            |
| 2015 | non qualificata | -            |
| 2019 | 8º posto        | Convocazioni |
| 2023 | non qualificata | -            |

### Competizioni CEV
| 1949 | 7º posto        | Convocazioni |
| 1950 | non qualificata | -            |
| 1951 | 5º posto        | Convocazioni |
| 1955 | non qualificata | -            |
| 1958 | 10º posto       | Convocazioni |
| 1963 | 9º posto        | Convocazioni |
| 1967 | 7º posto        | Convocazioni |
| 1971 | 9º posto        | Convocazioni |
| 1975 | 11º posto       | Convocazioni |
| 1977 | 10º posto       | Convocazioni |
| 1979 | 6º posto        | Convocazioni |
| 1981 | 9º posto        | Convocazioni |
| 1983 | 11º posto       | Convocazioni |
| 1985 | 3º posto        | Convocazioni |
| 1987 | 5º posto        | Convocazioni |
| 1989 | non qualificata | -            |
| 1991 | 2º posto        | Convocazioni |
| 1993 | 7º posto        | Convocazioni |
| 1995 | 1º posto        | Convocazioni |
| 1997 | 9º posto        | Convocazioni |
| 1999 | 5º posto        | Convocazioni |
| 2001 | 5º posto        | Convocazioni |
| 2003 | 4º posto        | Convocazioni |
| 2005 | 5º posto        | Convocazioni |
| 2007 | 5º posto        | Convocazioni |
| 2009 | 2º posto        | Convocazioni |
| 2011 | 7º posto        | Convocazioni |
| 2013 | 9º posto        | Convocazioni |
| 2015 | 2º posto        | Convocazioni |
| 2017 | 2º posto        | Convocazioni |
| 2019 | 5º posto        | Convocazioni |
| 2021 | 4º posto        | Convocazioni |
| 2023 | 3º posto        | Convocazioni |

| 2009 | non qualificata | -            |
| 2010 | non qualificata | -            |
| 2011 | non qualificata | -            |
| 2012 | 4º posto        | Convocazioni |
| 2013 | non qualificata | -            |
| 2014 | non qualificata | -            |
| 2015 | non qualificata | -            |
| 2016 | non qualificata | -            |
| 2017 | non qualificata | -            |
| 2018 | non qualificata | -            |
| 2019 | non qualificata | -            |
| 2021 | non qualificata | -            |
| 2022 | non qualificata | -            |
| 2023 | non qualificata | -            |
| 2024 | non qualificata | -            |

### Competizioni zonali
| 2015 | 5º posto | Convocazioni |

### Competizioni estinte
| 1993 | non qualificata | -            |
| 1994 | 9º posto        | Convocazioni |
| 1995 | non qualificata | -            |
| 1996 | 7º posto        | Convocazioni |
| 1997 | 7º posto        | Convocazioni |
| 1998 | non qualificata | -            |
| 1999 | 8º posto        | Convocazioni |
| 2000 | non qualificata | -            |
| 2001 | non qualificata | -            |
| 2002 | non qualificata | -            |
| 2003 | 4º posto        | Convocazioni |
| 2004 | non qualificata | -            |
| 2005 | 6º posto        | Convocazioni |
| 2006 | non qualificata | -            |
| 2007 | 1º posto        | Convocazioni |
| 2008 | non qualificata | -            |
| 2009 | 4º posto        | Convocazioni |
| 2010 | 7º posto        | Convocazioni |
| 2011 | non qualificata | -            |
| 2012 | non qualificata | -            |
| 2013 | 12º posto       | Convocazioni |
| 2014 | 14º posto       | Convocazioni |
| 2015 | 13º posto       | Convocazioni |
| 2016 | 3º posto        | Convocazioni |
| 2017 | 5º posto        | Convocazioni |

### Competizioni amichevoli
| 1988 | ?               | -            |
| 1989 | ?               | -            |
| 1990 | ?               | -            |
| 1991 | 6º posto        | Convocazioni |
| 1992 | 7º posto        | Convocazioni |
| 1993 | 5º posto        | Convocazioni |
| 1994 | non qualificata | -            |
| 1995 | non qualificata | -            |
| 1996 | non qualificata | -            |
| 1998 | non qualificata | -            |
| 1999 | non qualificata | -            |
| 2000 | 5º posto        | Convocazioni |
| 2001 | 7º posto        | Convocazioni |
| 2002 | 4º posto        | Convocazioni |
| 2003 | non qualificata | -            |
| 2004 | non qualificata | -            |
| 2005 | non qualificata | -            |
| 2006 | non qualificata | -            |
| 2007 | 3º posto        | Convocazioni |
| 2008 | 4º posto        | Convocazioni |
| 2009 | 4º posto        | Convocazioni |
| 2010 | 6º posto        | Convocazioni |
| 2011 | 5º posto        | Convocazioni |
| 2013 | non qualificata | -            |
| 2014 | non qualificata | -            |
| 2015 | 3º posto        | Convocazioni |
| 2016 | 4º posto        | Convocazioni |
| 2017 | 5º posto        | Convocazioni |
| 2018 | non qualificata | -            |
| 2019 | non qualificata | -            |

| 2009 | non qualificata | -            |
| 2010 | 3º posto        | Convocazioni |

| 1986 | non qualificata | -            |
| 1990 | non qualificata | -            |
| 1994 | 7º posto        | Convocazioni |